# 바닥쪽뼈사이근 (손)
바닥쪽뼈사이근(palmar interossei, volar interossei, 오래된 문헌에서는 interossei volares) 또는 장측골간근(掌側骨間筋)은 손허리뼈 사이에 존재하는 반깃근(unipennate) 형태의 근육으로, 세 개 또는 네 개가 존재한다. 세 개가 존재하는 경우 집게손가락, 약손가락, 새끼손가락에 붙는다. 엄지손가락의 손허리뼈에 붙어 있는 바닥쪽뼈사이근은 존재하지 않는 경우도 있다. 등쪽뼈사이근보다 크기가 작다.

## 구조
존재하지 않기도 하는 첫째손허리뼈에 붙은 바닥쪽뼈사이근을 포함했을 때, 4개의 바닥쪽뼈사이근들은 손 안에 이는곳과 닿는곳이 모두 있는 손의 자체기원근육이며, 뼈사이칸(interosseous compartment) 안에 들어가 있다. 또한, 손가락의 손허리뼈 하나에서 일어나는 한 갈래의 근육(반깃근)이다. 각각의 근육들의 이는곳과 닿는곳은 손의 정중선(가운뎃손가락의 정중선)을 향하는 뼈의 면이다. 각 손가락들 첫마디뼈에 닿을 때, 이들은 각 손가락으로 닿은 손가락폄근이 형성하는 폄근널힘줄에 닿는다. 구체적으로는 다음과 같다.
|      | 이는곳                   | 닿는곳                            |
| ---- | ------------------------ | --------------------------------- |
| 첫째 | 첫째손허리뼈 안쪽 측면   | 엄지손가락 몸쪽손가락뼈 안쪽 측면 |
| 둘째 | 둘째손허리뼈 안쪽 측면   | 집게손가락 몸쪽손가락뼈 안쪽 측면 |
| 셋째 | 넷째손허리뼈 가쪽 측면   | 약손가락 몸쪽손가락뼈 가쪽 측면   |
| 넷째 | 다섯째손허리뼈 가쪽 측면 | 새끼손가락 몸쪽손가락뼈 가쪽 측면 |

### 첫째 바닥쪽뼈사이근
첫째 바닥쪽뼈사이근은 엄지손가락의 안쪽 측면에 위치하며, 첫째 등쪽뼈사이근과 엄지모음근 빗갈래 사이를 지나가 엄지모음근과 함께 엄지손가락 몸쪽손가락뼈 바닥에 닿는다.
이러한 엄지의 바닥쪽뼈사이근("pollical" palmar interosseous muscle, PPIM)은 전체 인구의 80% 이상에 존재하며, 헨레(Henle)가 1858년 처음 기술하였다. 다수의 해부학자가 그 존재를 확인하였으나, 확인에 실패하였거나 엄지의 바닥쪽뼈사이근을 엄지모음근이나 짧은엄지굽힘근의 일부로 간주하는 경우도 있다. 그러나 첫째 바닥쪽뼈사이근은 첫째손허리뼈에서 시작되는 반면, 짧은엄지굽힘근의 깊은갈래는 엄지의 자쪽 종자뼈에서 일어나며, 엄지모음근의 빗갈래는 둘째와 셋째손허리뼈 바닥과 여러 손목뼈에서 일어난다는 차이점이 존재한다.

### 나머지 바닥쪽뼈사이근
다른 세 개의 바닥쪽뼈사이근은 손의 정중선을 마주보는 쪽의 손허리뼈 측면에서 일어난다. 즉, 둘째 바닥쪽뼈사이근은 집게손가락의 안쪽 측면, 셋째는 약손가락의 가쪽 측면, 넷째는 새끼손가락의 가쪽 측면에서 기시한다. 이 세 근육들의 힘줄은 깊은가로손허리인대 뒤쪽을 통과한 뒤 폄근널힘줄에 닿는다.

### 신경 분포
손의 모든 바닥쪽뼈사이근은 자신경 깊은가지의 지배를 받는다.

### 혈액 공급
깊은손바닥동맥활에서 갈라져 나온 바닥쪽손허리동맥이 바닥쪽뼈사이근에 혈액을 공급한다.

## 작용
바닥쪽뼈사이근은 손가락들을 가운뎃손가락을 향해 모으는 작용을 한다. 이는 손가락들을 가운뎃손가락으로부터 멀어지도록 작용하는 등쪽뼈사이근과 반대되는 작용이다. 한편 등쪽뼈사이근과 마찬가지로, 바닥쪽뼈사이근은 손허리손가락관절에서 손가락을 굽히고 손가락사이관절을 펴는 방식으로 벌레근의 작용을 돕는다.
바닥쪽뼈사이근, 등쪽뼈사이근, 벌레근은 손의 폄근 작용에 있어 중요한 구성 요소이다. 뼈사이근 일부에서 온 근섬유는 몸쪽손가락뼈를 싸고 있는 폄근널힘줄 형성에 직접적으로 기여한다. 앞서 언급한 세 근육은 손허리손가락관절의 축에 대하여 바닥쪽으로 주행하며, 따라서 손허리손가락관절을 굽히는 작용을 한다. 손가락사이관절을 펴기 위해서는 손가락폄근의 작용만으로는 부족하며, 상술한 세 종류의 자체기원근육들 중 하나가 활동적으로 수축해야 한다.

## 다른 동물들에서
엄지의 바닥쪽뼈사이근(PPIM)은 인간이 아닌 영장류에는 존재하지 않으며, 따라서 긴엄지굽힘근과 마찬가지로 사람의 엄지만의 특이한 고유파생형질일 수 있다. 이는 엄지모음근 빗갈래에서 진화했을 가능성이 있다. 사람아과 생물들에서 엄지모음근이 아주 잘 발달되어 있는데, 손목과 그 인대에서 기시하여 먼쪽으로 주행하며 일부에서는 먼쪽손가락뼈까지 가서 닿기도 한다. PPIM이 폄근으로 작용하는 것은 원시 인류에서 도구를 사용하면서 PPIM이 발달했기 때문일 수 있다. 사람 PPIM에 대한 비교해부학 연구 결과, 사람의 PPIM은 엄지모음근에서 진화적으로 유래했을 가능성이 크다. 이 때문에 PPIM에 'musculus adductor pollicis accessorius'라는 이름을 붙여야 한다고 제안되기도 했는데, 이러한 이름은 PPIM이 엄지모음근에서 돌연변이가 발생하여 유래한 구조물(de novo structure)일 가능성이 높다는 점을 반영한 것이다.

## 추가 이미지

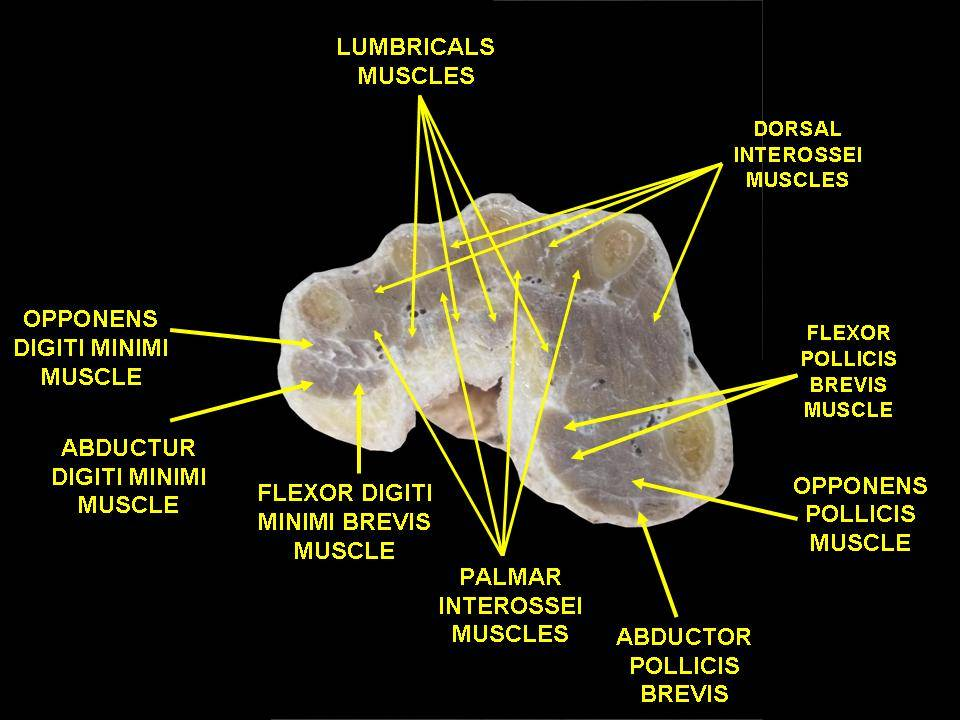
손 근육의 단면